# Віреончик
Вірео́нчик (Hylophilus) — рід горобцеподібних птахів родини віреонових (Vireonidae). Представники цього роду мешкають в Центральній і Південній Америці.

## Види
Виділяють вісім видів:
- Віреончик сіроокий (Hylophilus amaurocephalus)
- Віреончик рудоголовий (Hylophilus poicilotis)
- Віреончик оливковий (Hylophilus olivaceus)
- Віреончик гвіанський (Hylophilus pectoralis)
- Віреончик буроголовий (Hylophilus brunneiceps)
- Віреончик жовтоволий (Hylophilus thoracicus)
- Віреончик чагарниковий (Hylophilus flavipes)
- Віреончик сірошиїй (Hylophilus semicinereus)

Результати ґрунтовного молекулярно-філогенетичного дослідження родини віреонових, які були опубліковані у 2014 році, показали, що рід Віреончик (Hylophilus) був поліфілітичним. За результатами цього дослідження один вид, якого раніше відносили до роду Hylophilus, був переведений до роду Віреон (Vireo), один вид був переведений до новоствореного монотипового роду Tunchiornis, і п'ять видів були переведені до відновленого роду Pachysylvia.

## Етимологія
Наукова назва роду Hylophilus походить від сполучення слів дав.-гр. ὑλη — ліс і φιλος — любитель.